# 透明的搖籃
《透明的搖籃》，是2014年漫畫家沖田×華原在《Kiss PLUS》上連載的漫畫作品，其後將連載移至《ハツキス》。獲得2018年度第42回講談社漫畫獎少女部門作品獎。
2018年，NHK「電視劇10」時段改編為真人版同名連續劇，主演為清原果耶。

## 劇情簡介
被診斷出有注意力不足過動症、學習障礙症的作者沖田×華原就讀護士學校，在1997年於婦產科診所實習打工，沖田以自己的名字做為故事主角創作此部漫畫，敘述在當時17歲於某所婦產科診所遭遇過的各種生子、墮胎、家庭暴力等例子。

## 出版書籍
| 卷數 | 講談社         | 講談社                 |
| 卷數 | 發售日期       | ISBN                   |
| ---- | -------------- | ---------------------- |
| 1    | 2015年5月13日  | ISBN 978-4-06-340957-4 |
| 2    | 2015年10月13日 | ISBN 978-4-06-340969-7 |
| 3    | 2016年4月13日  | ISBN 978-4-06-340985-7 |
| 4    | 2016年10月13日 | ISBN 978-4-06-398001-1 |
| 5    | 2017年5月12日  | ISBN 978-4-06-340957-4 |
| 6    | 2017年12月13日 | ISBN 978-4-06-510617-4 |
| 7    | 2018年8月9日   | ISBN 978-4-06-512877-0 |

## 電視劇
《生命的搖籃》，日本NHK電視台於2018年7月播出改編自沖田×華同名漫畫《透明的搖籃》的真人版連續劇，於每週五「電視劇10」時段晚間21:00播出，主演為清原果耶，此劇亦是16歲的清原初次主演連續劇。

### 評價反響
此劇播出後，包括製作、劇本、像紀錄片般的拍攝方式、每集演員演技部分，在媒體、電視評論家和觀眾反響方面皆受到廣泛好評，亦有電視劇專欄作家將此劇評為該季第一。初主演的清原果耶在此劇中表現受到注目，被部分知名媒體評選為最優秀女主角。
此劇的編劇安達奈緒子和清原果耶分別獲得「CONFiDENCE日劇大獎」的最佳編劇和最佳新人獎。

### 主要人物
- 青田アオイ：清原果耶（小学時期：森山のえる）
- 由比朋寛：瀨戶康史
- 青田史香：酒井若菜
- 町田真知子：Maiko（日语：マイコ (女優)）
- 町田陽介：葉山獎之
- 望月紗也子：水川麻美
- 榊実江：原田美枝子

### 其他人物
- 和田塚誠：淵上泰史
- 岩坂教：堀内正美
- 川井郁美：野村麻純
- 業者：猪熊恒和
- 山村：勝部祐子
- 野原：金子ゆい

### 客串人物
第1回
田中良子：安藤玉恵
寺田：斎藤ナツ子
不倫相手：奥田洋平
武藤：深谷由梨香

第2回
菊田里佳子：平岩紙─1型糖尿病患者，有視網膜症
中本千絵：蒔田彩珠─在自家浴室產子後，將嬰兒丟棄在診所的高中生
菊田実：金子岳憲
里佳子的父親：近江谷太朗
ゆかり：朝加真由美（里佳子的母親）

第3回
安部さおり：田畑智子
安部雄二：平原テツ
麻酔科医：松澤匠
指導看護婦：村岡希美
咖啡廳店員：松澤傑

第4回
律師：今里真
藥局老闆：林和義
陽介母親：よしのよしこ
急救隊隊員：浦野博士

第5回
北野真理：清水くるみ（14歳：花田優里音）
北野弘子：長野里美
北野明：込江大牙
真理的父親：信太昌之
原口美歩：やしろ優
美歩的祖母：中山マリ

第6回
三浦ハルミ：世理奈
倉田亜紀：西原亞希
倉田仁志：村上新悟
神村千代：角替和枝
神村重吉：一成尾形

第7回
石澤ミカ：片山友希
第8回
望月廣紀：柄本時生
中森彌生：瀧澤沙織
宮本久美子：異儀田夏葉
第9回
長谷川侑子：原田夏希
平塚亞美：根本真陽
最終回
辻村灯里：鈴木杏
辻村拓郎：金井勇太

### 製作人員
- 劇本：安達奈緒子
- 配樂：清水靖晃（日语：清水靖晃）
- 導演：柴田岳志、村橋直樹、鹿島悠
- 製作人：須崎岳、高橋練（日语：髙橋練）
- 製作：NHK電視台

### 播出日程
| 集數   | 播出日期 | 日文標題         | 中文標題         | 演出     |
| ------ | -------- | ---------------- | ---------------- | -------- |
| 第1回  | 7月20日  | 命のかけら       | 生命的碎片       | 柴田岳志 |
| 第2回  | 7月27日  | 母性ってなに     | 何謂母性         | 柴田岳志 |
| 第3回  | 8月03日  | 不機嫌な妊婦     | 不開心的孕婦     | 柴田岳志 |
| 第4回  | 8月10日  | 産科危機         | 婦産科危機       | 柴田岳志 |
| 第5回  | 8月17日  | 14歳の妊娠       | 14歲的懷孕       | 村橋直樹 |
| 第6回  | 8月24日  | いつか望んだとき | 等到真正期待那天 | 村橋直樹 |
| 第7回  | 8月31日  | 小さな手帳       | 小小手冊         | 村橋直樹 |
| 第8回  | 9月07日  | 妊婦たちの不安   | 孕婦們的不安     | 村橋直樹 |
| 第9回  | 9月14日  | 透明な子         | 透明的孩子       | 鹿島悠   |
| 最終回 | 9月21日  | 7日間の命        | 7天的生命        | 柴田岳志 |

### 相關節目
- 紀錄片：2018年7月16日 18:07-18:43
（旁白：清原果耶）
- 特集：2018年8月16日 23:00-23:10
（旁白：清原果耶、瀬戶康史（日语：瀬戸康史）、水川麻美）

### 獲得獎項
- 銀河賞[19]
  - 第56回電視部門獎勵賞
  - 2018年9月度月間賞
- 第73回文化廳藝術祭（日语：芸術祭 (文化庁)）大賞[20]
- 第13回CONFiDENCE日劇大獎
  - 編劇賞：安達奈緒子[21]
  - 新人賞：清原果耶
  - 年間大賞：清原果耶
- 第45回放送文化基金（日语：放送文化基金#放送文化基金賞）賞節目部門電視劇節目獎勵賞[22]
- 第35回ATP賞（日语：全日本テレビ番組製作社連盟#ATP賞テレビグランプリ）
  - 大賞[23]
  - 電視劇部門最優秀賞[23]

### 相關專訪
- 製作人須崎岳談製作經緯 （页面存档备份，存于）